# Diocesi di Tiraspol

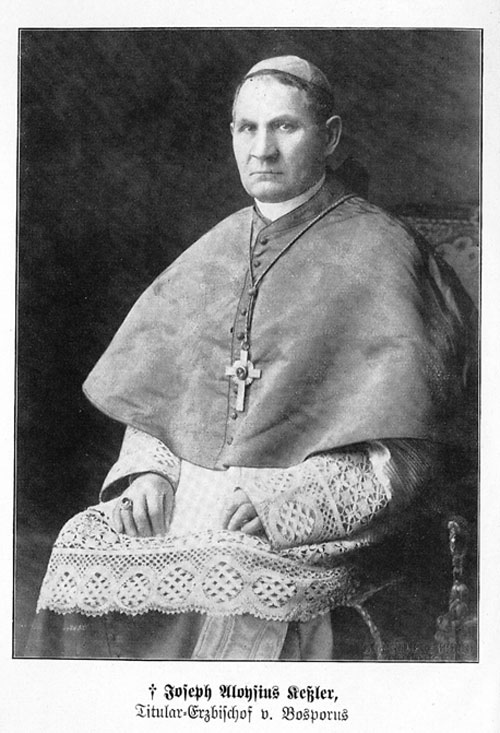
L'ultimo vescovo Josef Alois Kessler.

La diocesi di Tiraspol (in latino Dioecesis Tiraspolitana) è stata una sede della Chiesa cattolica suffraganea dell'arcidiocesi di Mahilëŭ.

## Territorio
La diocesi si estendeva nella Russia meridionale sui governatorati di Saratov, Cherson, Ekaterinoslav, Tauride, Astrachan' e Bessarabia, e sul governatorato generale del Caucaso.
In origine, la diocesi comprendeva la parte centro-meridionale dell'odierna Ucraina, l'attuale Moldavia, la parte meridionale della Russia europea e il Caucaso. La maggior parte dei cattolici della diocesi era costituita da tedeschi che vivevano lungo il Volga (tedeschi del Volga).

## Storia
La diocesi di Chersoneso fu eretta il 3 luglio 1848 con il breve Universalis Ecclesiae di papa Pio IX, ricavandone il territorio dall'arcidiocesi di Mahilëŭ, di cui la nuova diocesi fu resa suffraganea. L'erezione di questa nuova diocesi, faceva seguito al concordato tra la Santa Sede e l'Impero russo del 3 agosto 1847, le cui principali disposizioni relative alla diocesi di Cherson erano confluite nel breve Universalis Ecclesiae. Nel 1850 il delegato apostolico Ignacy Hołowiński consacrò a Cherson la cattedrale dedicata ai santi Nicola e Pio V. La nuova diocesi ebbe la sua sede a Cherson perché era idealmente la continuazione della diocesi di Cherson esistente nel XIV secolo.
Ai vescovi di Cherson spettava anche il compito della cura pastorale dei fedeli della Chiesa armeno-cattolica presenti in diocesi. Inoltre, data la vastità della diocesi, il vescovo titolare era coadiuvato da due vescovi ausiliari, di cui uno con residenza fissa a Saratov e l'altro a Cherson.
Il 26 agosto 1852, in forza del decreto Memor sollicitudinis, la sede fu traslata da Chersoneso a Tiraspol, e la diocesi assunse il nome di "diocesi di Tiraspol". Tuttavia, de facto la sede episcopale era Saratov.
Nel 1890 sono censiti 222.652 cattolici di rito latino e 23.504 armeno-cattolici, distribuiti su un territorio di 805.344 km², con 114 parrocchie e 140 sacerdoti.
Nel 1911 sono censiti 359.823 cattolici di rito latino e 37.088 armeno-cattolici, con un totale di 181 parrocchie e 233 sacerdoti di entrambi i riti. A Saratov esistevano anche il seminario minore e il seminario maggiore, gli unici di tutto l'impero russo. Il seminario era stato istituito nel 1857 dal vescovo Kahn, ma fu solo con il suo successore von Zottman che entrò pienamente in funzione, grazie all'arrivo di professori di teologia dalla Germania.
L'affermarsi della rivoluzione russa e del bolscevismo portò di fatto alla fine della diocesi; nell'ottobre 1918 il vescovo Joseph Aloysius Kessler fu costretto a fuggire e a lasciare la Russia, senza mai più farvi ritorno. Nel 1921 per gli armeni cattolici fu eretta un'amministrazione apostolica con sede a Tbilisi, dipendente dall'eparchia di Artvin. Lo stesso anno cedette alla diocesi di Iași i territori che dopo la prima guerra mondiale erano stati inclusi nel regno di Romania, corrispondenti all'odierna repubblica di Moldavia.
Il 10 marzo 1926, in virtù del motu proprio Plenitudine potestatis e del decreto Quo aptius di papa Pio XI, furono erette cinque amministrazioni apostoliche all'interno della diocesi di Tiraspol:
- amministrazione apostolica di Odessa, affidata a Aleksandr Frizon;
- amministrazione apostolica del Caucaso (Pjatigorsk), affidata a Johann Roth;
- amministrazione apostolica di Tbilisi e Georgia, affidata a Stefan Demurov;
- amministrazione apostolica del Volga (Saratov), affidata a Augustin Baumtrog;
- amministrazione apostolica degli Armeni di tutta la Russia, affidata a Karapet Dirlughan; a questi ultimi amministratori apostolici era affidata anche la cura pastorale dell'eparchia di Artvin.[10]

Tuttavia la politica di Pio XI di affidare segretamente le comunità cattoliche della diocesi ad amministratori apostolici non ebbe successo e tutte le amministrazioni apostoliche caddero ben presto per la repressione del regime comunista sovietico. La diocesi di Tiraspol fu sede vacante dal 1930 e continuò ad esistere soltanto nominalmente.
Con la fine del regime sovietico e la nascita di repubbliche indipendenti, la diocesi di Tiraspol fu di fatto soppressa, sebbene manchi un atto formale al riguardo. Il suo territorio fu suddiviso fra le seguenti circoscrizioni ecclesiastiche:
- la diocesi di Kam"janec'-Podil's'kyj, i cui confini furono allargati per comprendere tutta la parte centro-meridionale dell'Ucraina fino alla Crimea e al mar Nero;[11]
- l'amministrazione apostolica della Russia Europea (oggi arcidiocesi della Madre di Dio a Mosca), eretta il 13 aprile 1991, che in origine comprendeva anche Saratov e la regione del Volga, ora parte della diocesi di San Clemente a Saratov;
- e l'amministrazione apostolica del Caucaso dei Latini, eretta il 30 dicembre 1993 con il decreto Quo aptius della Congregazione per i Vescovi. Questo è l'ultimo documento della Santa Sede che menziona la diocesi di Tiraspol.[12]

Tiraspol si trova oggi nella diocesi di Chișinău in Moldavia.

## Cronotassi dei vescovi
- Ferdinand Helanus Kahn, O.P. † (20 maggio 1850 - 18 ottobre 1864 deceduto)
  - Sede vacante (1864-1872)
- Franz Xaver von Zottman † (23 febbraio 1872 - 28 dicembre 1889 dimesso)
- Anton Johann Zerr † (30 dicembre 1889 - 6 giugno 1902 dimesso[13])
- Eduard Baron von der Ropp † (9 giugno 1902 - 9 novembre 1903 nominato vescovo di Vilnius)
- Josef Alois Kessler † (20 aprile 1904 - 23 gennaio 1930 dimesso[14])
  - Sede vacante (1930-1991)